# Parco nazionale di Chambi
Il Parco nazionale di Chambi (in francese Parc national de Chambi) è uno dei diciassette parchi nazionali tunisini istituiti a partire dal 1980. Dal 1977, il sito è iscritto come riserva della biosfera dall'UNESCO.
Si estende su 6723 ettari attorno al Djebel Chambi, la vetta più alta della Tunisia, situato nella parte occidentale del paese (tra la frontiera algerina e la città di Kasserine).
È stato creato con lo scopo di proteggere la fauna e la flora tipiche di un ambiente montuoso semi-arido.

## Flora
Nel parco sono state censite 262 specie vegetali, diversamente ripartite a seconda dell'altitudine:
- fino ad un'altitudine di 900 metri domina lo sparto;
- da 900 a 1100 metri prevale una foresta di pini d'Aleppo con un sottobosco di ginepri fenici e di rosmarino;
- al di sopra dei 1100 metri si aggiungono dei lecci.

## Fauna
La fauna è rappresentata da 24 specie di mammiferi, tra le quali la gazzella dell'Atlante o gazzella di Cuvier, animale simbolo del parco, e l'ammotrago, due specie protette che attualmente contano tra 200 e 300 individui. L'obiettivo è raddoppiare la loro popolazione a 500 esemplari entro il 2020 e reintrodurre altre specie scomparse dal sito, tra le quali il cervo berbero. Trae beneficio delle misure di protezione anche una ricca avifauna: pernice sarda, crociere comune, capovaccaio, sparviere eurasiatico, aquila di Bonelli, falco pellegrino, ecc.
Il parco è completato da un ecomuseo ed è gestito dall'opera di un personale di 35 guardie e quaranta operai sotto la direzione di un curatore. Le strutture presenti sono state progettate per aumentare il numero dei visitatori ed hanno uno scopo principalmente educativo e turistico. Antiche strutture di importanza culturale, compresi vecchi frantoi per l'olio e miniere di piombo, sono in attesa di essere restaurate ed aperte al pubblico.

## Agricoltura
Il parco è in parte utilizzato per il pascolo da una popolazione stimata di 8 000 abitanti.